# Piotr Gronek
Piotr Gronek (ur. 1 października 1960 w Poznaniu) – polski genetyk, profesor nauk medycznych i nauk o zdrowiu w dyscyplinie nauki o kulturze fizycznej. 

## Życiorys
W 1984 ukończył studia na kierunku zootechnika na Akademii Rolniczej w Poznaniu.
Kierownik Katedry Tańca i Gimnastyki na Wydziale Nauk o Kulturze Fizycznej Akademii Wychowania Fizycznego w Poznaniu. Polski badacz, autor około 200 prac naukowych z genetyki oraz terapii ruchem (H-index=14), laureat Nagrody im. Jędrzeja Śniadeckiego w 1999 roku, laureat Naukowej Nagrody Miasta Poznania w 2000 roku; powieściopisarz, autor bajek i powieści takich jak "Prawo do zemsty".
Współzałożyciel wraz z żoną Justyną Instytutu Harmonijnego Rozwoju Tańcem i Ruchem w Głęboczku w Puszczy Zielonce pod Poznaniem, choreoterapeuta, propagator myśli Gurdżijewa, instruktor Movements. Autor oryginalnej metody AMBER przeznaczonej do obniżania napięć emocjonalnych u sportowców, tancerzy, oraz osób o siedzącym trybie życia. Trener wyszkolenia ds koncentracji mistrzyń świata w wioślarstwie (Poznań 2009) Julii Michalskiej i Magdaleny Fularczyk oraz Agaty Gramatyki i Natalii Madaj, brązowych medalistek z Mistrzostw Europy w Brześciu 2009. Trener wyszkolenia ds. koncentracji kadry narciarzy alpejskich paraolimpijskich przygotowujących się do Igrzysk w Vancouver. Trener wyszkolenia ds. koncentracji szybowników i samolociarzy grupy "Żelazny". Koncentracji u profesora między innymi uczyli się także: Bartłomiej Pawłowski, piłkarz Jagiellonii Białystok, zawodnik kadry Polski U-18, Karolina Perz-Kałużny, wielokrotna mistrzyni Polski w fitness,  Anna Szukalska, łuczniczka, zdobywczyni Pucharu Europy w 2010, Marcin Olejniczak, zdobywca Pucharu Polski w zapasach, Bartłomiej Daniłowski, dwukrotny finalista Pucharu Świata w szabli, III na MMP 2006 r., Aneta Konieczna z domu Pastuszka, wielokrotna olimpijka wielokrotna medalistka w kajakarstwie, Tomasz Kaczor, olimpijczyk, kanadyjkarz, Jan Szymański, brązowy medalista mistrzostw świata w łyżwiarstwie szybkim w drużynie 2013 Soczi.